# Powstanie sipajów

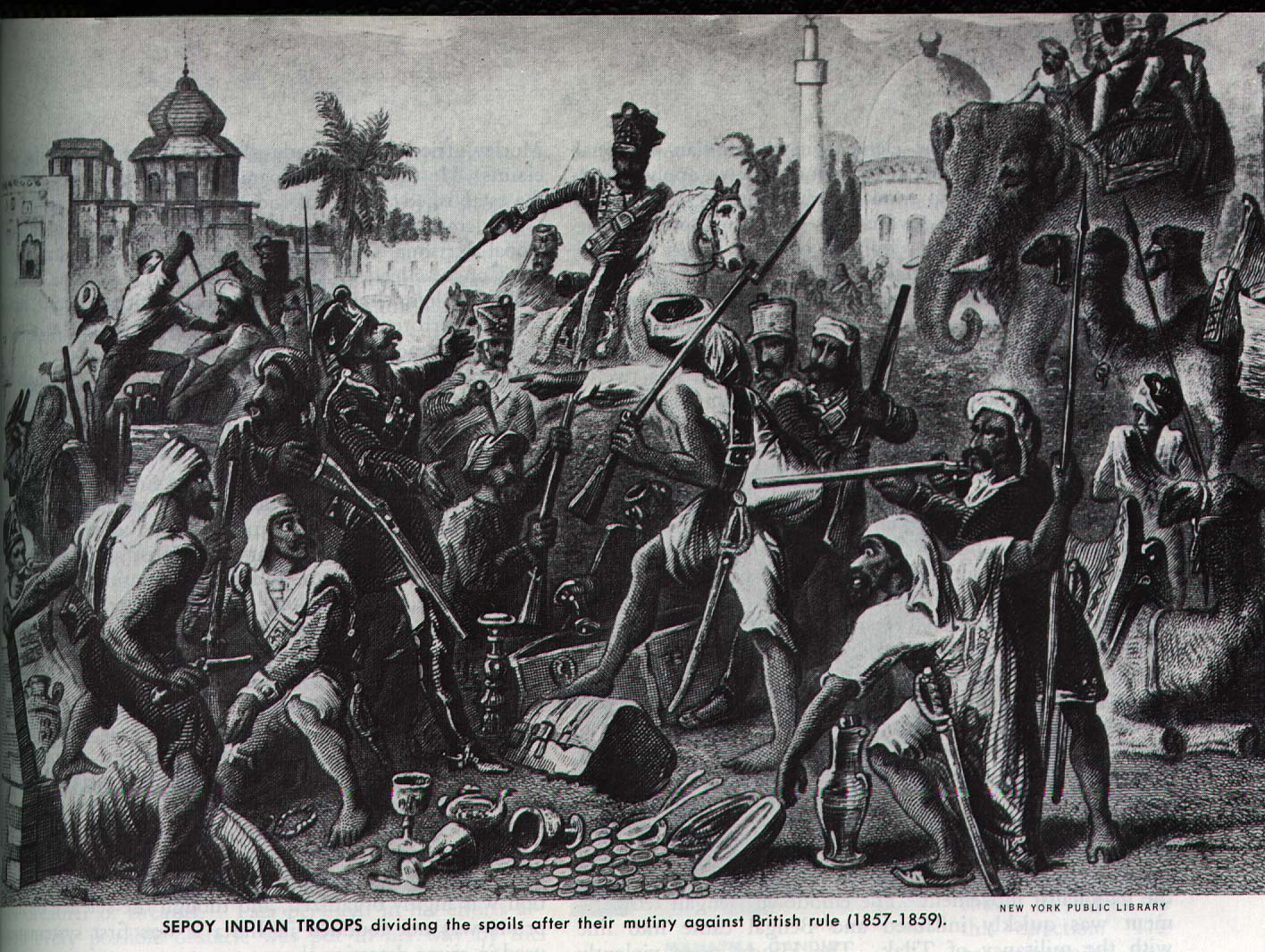
Rycina przedstawiająca podział łupów przez rebeliantów

Powstanie sipajów (starsza nazwa: powstanie sepojów), bunt sipajów (ang. Great Mutiny, zwł. w historiografii indyjskiej; także Sepoy Mutiny) lub Pierwsza indyjska wojna o niepodległość (hindi १८५७ का प्रथम भारतीय स्वतंत्रता संग्राम) – masowe antybrytyjskie wystąpienia zbrojne w Indiach w latach 1857–1859.

## Przyczyny
Od początku istnienia Brytyjska Kompania Wschodnioindyjska werbowała żołnierzy do swych wojsk pieszych wśród miejscowych plemion, głównie Gurkhów i Sikhów. Zwano ich sipajami (miejscowymi), a ich oficerami byli wyłącznie Anglicy. Stwarzało to często wzajemne konflikty. Sporadyczne bunty zdarzały się już wcześniej, jednak były one przez Anglików ignorowane.
Istotnym i bezpośrednim powodem rewolty było lekceważenie Brytyjczyków dla hinduskich wierzeń i obyczajów. Zapowiedź, że hinduscy żołnierze będą zmuszani do zagranicznej służby, groziła im utratą przynależności kastowej. Drażliwym problemem okazało się również wykorzystanie tłuszczu wołowego lub wieprzowego w nabojach karabinowych, co stało się głównym powodem wybuchu rebelii. Krowy są dla hinduistów zwierzętami świętymi, zaś dla muzułmanów świnie są nieczyste, toteż używanie ładunków z papierem nasączonym takim tłuszczem (żołnierze przed wystrzeleniem musieli odgryzać kapsel papierowego naboju) było dla jednych i drugich naruszeniem przepisów religijnych i groziło utratą przynależności do kasty i staniem się pariasem.

## Przebieg

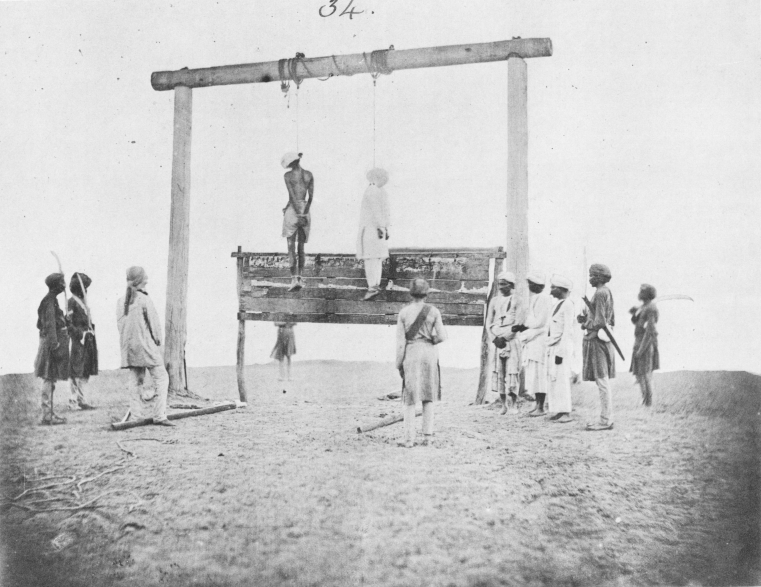
Egzekucja uczestników rebelii (1857, fot. Felice Beato)

11 maja 1857 dwa pułki sipajów zbuntowały się w mieście Meerut. Powstanie szybko, w ciągu około 2 tygodni, rozszerzyło się na większość północnych Indii, czemu nie mogły zapobiec słabe siły brytyjskie liczące (w całych Indiach) ok. 45 tys. ludzi (sipajów było ok. 230 tys., choć nie wszyscy dołączyli do rebeliantów). Dowództwo nad powstańcami objął Nana Sahib; spośród ważnych ośrodków zajęli oni, przy wsparciu ludności cywilnej, Delhi, oblegali także Lakhnau i Kanpur.
Brytyjczyków w tłumieniu powstania wsparli lokalni książęta indyjscy, zainteresowani podtrzymaniem swojej władzy, a także król Nepalu; po ściągnięciu posiłków z Bliskiego Wschodu i metropolii, Anglicy rozpoczęli tłumienie powstania, poczynając od Pendżabu. Delhi broniło się 14 tygodni, ale zostało zdobyte 20 października 1857; Lakhnau – pół roku później, 14 marca 1858. Po oswobodzeniu stolicy, Kanpuru i Lakhnau wojsko wyruszyło w marcu 1858 r. z Bombaju przeciwko ufortyfikowanemu miastu Dźhansi (które Anglicy zajęli dopiero w 1858). Przywódcami powstania byli tam wybitny hinduski przywódca Tatya Tope oraz potężna rani Lakszmi Bai, panująca w Dźhansi. Po bitwie pod Kalpi Anglicy pokonali walczące wojska rani. Brutalne tłumienie działań powstańczych w innych prowincjach zajęło jeszcze rok. Dopiero 8 lipca 1859 gubernator lord Canning stwierdził, że bunt został stłumiony.
Rewolta ograniczona była do północnej części kraju, przede wszystkim Bengalu. Z tego powodu powstanie nie miało większych szans powodzenia. Na skutek wewnętrznych waśni mieszkańcy innych terytoriów nie byli gotowi do wystąpienia przeciwko Brytyjczykom.

## Skutki
Koszty rebelii okazały się dla Indii bardzo wysokie. Zginęło wiele tysięcy ludzi, zniszczone zostały miasta i wioski. Dla samych Anglików bunt był znacznym wstrząsem. Kompania Wschodnioindyjska zapewniała pracę i dobrobyt dużej liczbie zarówno Anglików, jak i Hindusów. 2 sierpnia 1858 r. proklamacja królewska ogłosiła, że odtąd władzę nad Indiami będzie sprawowała Korona brytyjska. Skutkiem powstania było również zlikwidowanie Kompanii Wschodnioindyjskiej w 1858 r. Zwiększono liczbę oddziałów angielskich, a hinduskich – zredukowano (sipajowie mogli najwyżej dwukrotnie przewyższać liczebnie żołnierzy brytyjskich).

## Odniesienia w literaturze
- Jules Verne: Tajemnicza wyspa; W płomieniach indyjskiego buntu
- Arthur Conan Doyle: Znak czterech; Garbus
- James Gordon Farrell: Oblężenie Krisznapuru